# Leštiny
Leštiny (em húngaro: Lestin) é um município da Eslováquia, situado no distrito de Dolný Kubín, na região de Žilina. Tem 6,93 km² de área e sua população em 2018 foi estimada em 269 habitantes.

## Demografia
| Ano:        | 1994 | 2004 | 2014    | 2024    |
| ----------- | ---- | ---- | ------- | ------- |
| Broj ljudi: | 225  | 225  | 265     | 308     |
| Razlika:    |      | +0%  | +17,77% | +16,22% |

| Ano:               | 2023 | 2024   |
| ------------------ | ---- | ------ |
| Número de pessoas: | 309  | 308    |
| Diferença:         |      | -0,32% |